# Nor Brook
Der Nor Brook ist ein Wasserlauf in Oxfordshire, England. Er entsteht südlich von Garford und fließt in östlicher Richtung bis zu seiner Mündung in den River Ock.